# Bouquetot
Bouquetot är en kommun i departementet Eure i regionen Normandie i norra Frankrike. Kommunen ligger i kantonen Routot som tillhör arrondissementet Bernay. År 2022 hade Bouquetot 1 049 invånare.

## Befolkningsutveckling
Antalet invånare i kommunen Bouquetot
Referens:INSEE